# Macintosh File System
Das Macintosh File System (MFS), auf Deutsch Macintosh-Dateisystem, ist ein von Apple für 400K-Disketten entwickeltes Dateisystem für den Macintosh 128k. Es wurde zusammen mit dem originalen Macintosh-Modell und dem Betriebssystem „System“ im Januar 1984 vorgestellt.

## Geschichte
System 1 hatte eine Beschränkung in der Verwaltung seiner Verzeichnisstruktur, die bei 128 Dokumenten und 128 Verzeichnissen lag. Auch das Macintosh File System, kurz MFS, war für Disketten konzipiert und diese Begrenzung stellte somit keine wesentliche Einschränkung dar.
Für die Modelle Macintosh XL von 1985, Macintosh SE von 1986 sowie Macintosh II von 1987, die mit einer Festplatte ausgeliefert wurden, war MFS jedoch nicht geeignet. Bereits 1985 wurde es daher vom Hierarchical File System, kurz HFS, das auch für Festplatten geeignet war, abgelöst.
Noch bis Mac OS 7.6, erschienen 1997, war MFS voll durch das klassische Mac OS (bis Version 7.5.5 einfach „System“ oder „Macintosh System Software“ bezeichnet) unterstützt. Ab Version 7.6.1 des klassischen Mac OS kann es wegen diverser Stabilitätsprobleme beim schreibenden Zugriff nur noch lesend eingebunden werden und mit Mac OS 8.1, erschienen 1998, wurde die Unterstützung schließlich vollständig entfernt. Durch den von Apple als Beispiel für einen VFS-Treiber veröffentlichten Quelltext, MFSLives, kann ab Mac OS X Version 10.4 „Tiger“ wieder lesend auf MFS-Dateisysteme zugegriffen werden.